# 農桑輯要
『農桑輯要』（のうさんしゅうよう）は中国・元の繆啓愉が著した官撰の農書。

## 概要
同書が成立した1273年は、元が金を滅ぼして南宋に対しても攻勢を強めていた時期に当たる。『農桑輯要』は、その戦乱の影響で黄河流域の生産性が落ち込んでいたことから、各地に配布して農業指導に用いる官書として執筆されたものであった。また、一般的に元朝は「商業重視・農業軽視」の政策を行っていたと考えられているが、長い中国の歴代王朝でも官が主導して著された農書は史上初めてであり、この書の存在が元朝の政策においても農業重視の姿勢が図られていたことを示している。官書であったためそ撰者の氏名は明らかにされていなかったが、様々な資料に残された断片的な記載を総合すると、繆啓愉の他にも孟祺や暢師文、苗好謙らが編纂に加わっていたことは判明している。
同書は元代から版が重ねられ、明代の『永楽大典』を校訂したものが『四庫全書』に収録されている。現在出版されているものは元刊本を底本にしたものである。

## 内容
『農桑輯要』は全7巻で構成され、中国北方の農業を対象としており、農耕と養蚕を均しく重要な内容として扱っている。その概略は下記のとおりである。
- 巻一:農桑の起源、農業論全般
- 巻二:総論、整地法、選種法、種子処理法、栽培各論
- 巻三:栽桑法
- 巻四:養蚕法
- 巻五:野菜及び果物栽培法
- 巻六:竹木及び薬草栽培法
- 巻七:畜産及び漁業等

内容は大部分が『斉民要術』、『士農必用』、『務本新書』、『四時纂要』、『韓氏直説』などからの引用である。しかしその中で迷信などを合理的に取捨選択し、新たに解釈を述べた点では進んだ面も有している。前代の農書を基礎に、北方地区に焦点を絞って耕作と養蚕を説明し、また経済作物である綿花や胡麻の栽培技術を重視した内容は、当時において極めて実用的なものであった。